# Provinz Chtouka-Aït Baha

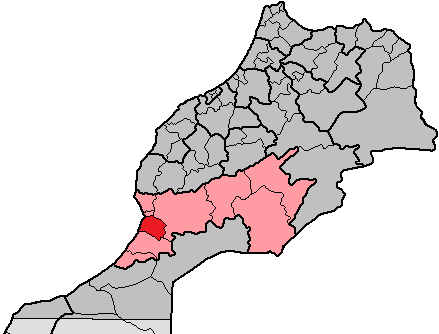
Provinz Chtouka-Aït Baha innerhalb der ehemaligen Region Souss-Massa-Draâ

Die Provinz Chtouka-Aït Baha (arabisch إقليم شتوكة آيت باها, DMG Iqlīm Šatūka Āyit Bāhā; Zentralatlas-Tamazight ⵜⴰⵙⴳⴰ ⵏ ⵛⵜⵓⴽⴰ-ⴰⵢⵜ ⴱⴰⵀⴰ Tasga n Ctuka-Ayt Baha) ist eine etwa 3500 km² großen Provinz mit ca. 370.000 Einwohnern (Stand 2014) in der Region Souss-Massa im Südwesten Marokkos. Der Name der Provinz basiert auf der grundsätzlich fruchtbaren, aber unter versalzenen Böden leidenden Chtouka-Ebene und dem hier siedelnden Berberstamm der Aït Baha.

## Geographie

### Lage
Die Provinz Chtouka-Aït Baha liegt im westlichen Antiatlas; sie grenzt im Nordwesten an die Präfektur Inezgane-Aït Melloul, im Nordosten an die Provinz Taroudannt, im Süden an die Provinz Tiznit und im Westen an den Atlantik.

### Landschaft
Während der Nordwesten der Provinz (Souss-Ebene und Küstenstreifen) relativ flach ist, steigt das Höhenprofil gegen Süden und Osten mehr und mehr an und erreicht Höhen von etwa 1000 m; einige wenige Berggipfel erreichen sogar Höhen von 1600 m bis 2000 m.

### Klima
Das Klima ist – abgesehen von der Küste – im Sommer heiß und trocken: Tagestemperaturen von 40 °C und mehr sind keine Seltenheit; nachts kühlt es sich je nach Bewölkung auf 10 bis 20 °C ab. In den vier Wintermonaten (November bis Februar) regnet es manchmal, doch werden immer noch Tagestemperaturen von 15 bis 25 °C erreicht; in der Nacht gehen die Temperaturen auf Werte um 5 bis 10 °C zurück; Nachtfröste können bei klarem Himmel in den höhergelegenen Gebieten auftreten, sind aber ausgesprochen selten.

## Bevölkerung

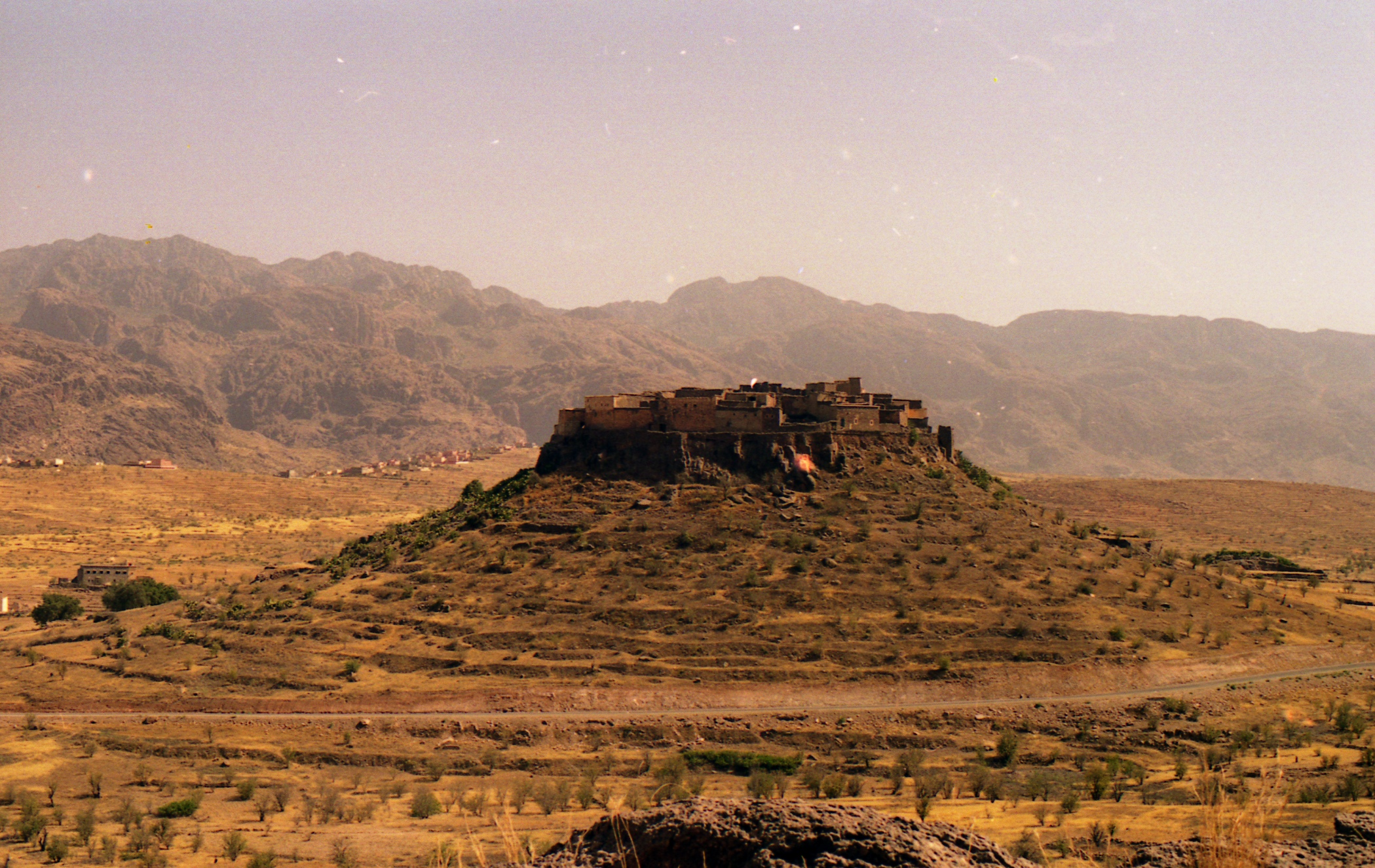
Ksar Tizourgane. Viele Siedlungen in den Bergregionen des Antiatlas wurden – zur besseren Verteidigung des Ortes, aber auch zur Schonung des fruchtbaren Bodens – auf Bergkuppen gebaut; die Hänge wurden terrassiert. Mittlerweile sind viele Dörfer von ihren Bewohnern verlassen worden.

Innerhalb der Provinz Chtouka-Aït Baha gibt es nur 2 städtische Gemeinden (municipalités); bei den übrigen handelt es sich offiziell noch um Landgemeinden (communes rurales), obwohl bei einigen (z. B. Aït Amira oder Massa) der dörfliche Charakter weitgehend verschwunden ist. Während die Einwohnerzahlen der Städte in den letzten Jahrzehnten durch Zuwanderung deutlich angestiegen sind, ist in den Landgemeinden aufgrund stark verminderter oder ganz ausbleibender Regenfälle seit den 1970er Jahren eine Stagnation bzw. sogar ein Bevölkerungsschwund festzustellen. Orte wie Tioulit oder Tizourgane sind von ihren Bewohnern gänzlich aufgegeben worden; Tizourgane wurde nach einer umfassenden Restaurierungsmaßnahme Ende des 21. Jahrhunderts vom Tourismus wiederentdeckt.
| Gemeinde | Einwohner | Einwohner | Einwohner |
| Gemeinde | 1994      | 2004      | 2014      |
| -------- | --------- | --------- | --------- |
| Biougra  | 13.885    | 25.928    | 37.933    |
| Aït Baha | 3638      | 4767      | 5668      |

## Flora

### Arganbaum

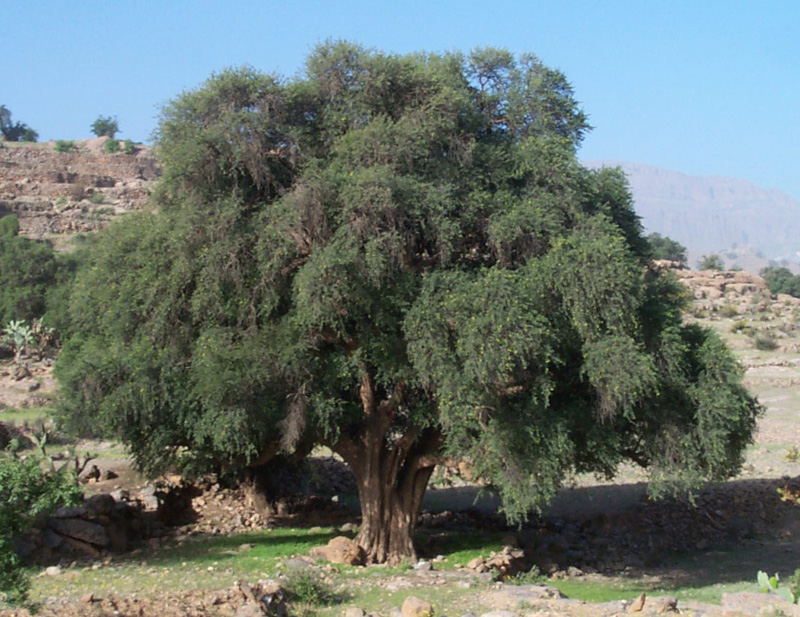
Arganbaum

Der charakteristische Baum der Region ist der Arganbaum (Argania spinosa). Die Arganie ist einer der ältesten Bäume der Welt und ist im Südwesten Marokkos endemisch, d. h., sie wächst nirgendwo anders. Der Baum gedeiht gut auf steinigen und trockenen Böden, wo seine Krone einen Umfang von ca. 15 Metern erreichen kann. Die meist krummen Äste abgestorbener Bäume wurden in früheren Zeiten für Bauzwecke (Decken- und Treppenhölzer) verwendet, werden aber bis auf den heutigen Tag auch als Feuerholz beim Brotbacken genutzt. Die pflaumen- oder olivenähnliche Früchte können von Menschen nicht verzehrt werden. In den Bäumen herumkletternde Ziegen fressen nur die kleinen grünen Blätter; dabei müssen sie sich vor den dornenbesetzten Ästen in Acht nehmen. Obwohl die Bäume wild wachsen, hat jeder Baum seinen Besitzer, der im Sommer die Früchte aufsammeln darf. Die im Fruchtfleisch enthaltenen Kerne sind etwa mandelgroß und sehr schwer aufzuschlagen. Die paarweise darin enthaltenen Samen sind nur wenig größer als Sonnenblumenkerne. Aus den gerösteten Samen der Frucht des Arganbaumes wird durch Zermahlen, Zugabe von ein wenig heißem Wasser und stundenlanges Kneten ein schmackhaftes Öl gewonnen – Öl aus ungerösteten Samen geht zur Herstellung von Hautpflegemitteln in die (französische) Kosmetikindustrie.

### Sonstige
Kakteen und Opuntien
Ebenfalls typisch für die Region sind wildwachsende Kakteen und Opuntien, die vor allem in den westlichen Teilen der Provinz (z. B. Imchiguegueln) anzutreffen sind. Opuntienbüsche finden sich vor allem in der Nähe von Dörfern, wo sie kleinere Viehgehege einzäunten oder die Agadire mit einem grünen, aber stachligen Verteidigungsring umgaben. Weiter östlich ist es selbst für diese genügsamen Pflanzen zu trocken.
Dattelpalmen
Dattelpalmen wachsen ebenfalls nur dort wo ausreichend Bodenfeuchte zur Verfügung steht – d. h. in den tiefergelegenen und vergleichsweise regenreichen westlichen Gebieten der Provinz. Neben ihren zuckersüßen Früchten waren früher auch Stämme und Palmwedel von Bedeutung – aus ihnen wurde Bauholz oder Leitern bzw. Matten, Körbe, Stricke etc. hergestellt; darüber hinaus waren sie – bedeckt mit etwas Erde und kleinen Steinen – wichtig als Dachabdeckung.
Oliven, Mandeln
Während Oliven eher selten sind und nur im etwas regenreicheren Westen der Provinz gedeihen, vertragen Mandelbäume auch extreme Trockenheit. Allerdings werden sie meist nur zwei bis drei Meter hoch.
Gerste
Wichtigste Kulturpflanze war und ist die Gerste, die besonders für extreme Klimazonen (vgl. Tibet) geeignet ist und auch auf kargen Böden immer noch Erträge hervorbringt. Für den Anbau von Gemüsepflanzen kommen ebenfalls nur die westlichen Teile der Provinz in Frage. Die noch nicht abgewanderten Bewohner der Bergdörfer müssen sich Obst, Gemüse und Kartoffeln auf den Märkten besorgen, was wegen des fehlenden Geldes oft schwierig ist.

## Fauna

### Naturpark Souss-Massa
Der Nationalpark Souss Massa liegt an der Mündung des Oued Massa, ca. zehn Kilometer südlich von Agadir bis hinein in die Provinz Tiznit; in ihm ist Marokkos größtes Vogelschutzgebiet zu finden. Hier leben so seltene Vogelarten wie Sand- und Wüstenflughühner oder Zwergseeschwalben. Unter der Ägide der deutschen Gesellschaft für Technische Zusammenarbeit (GTZ) wurden hier ausgestorbene Tierarten wie die Mendesantilope und die Mhorrgazelle aus dem Zoo Hannover wieder angesiedelt.

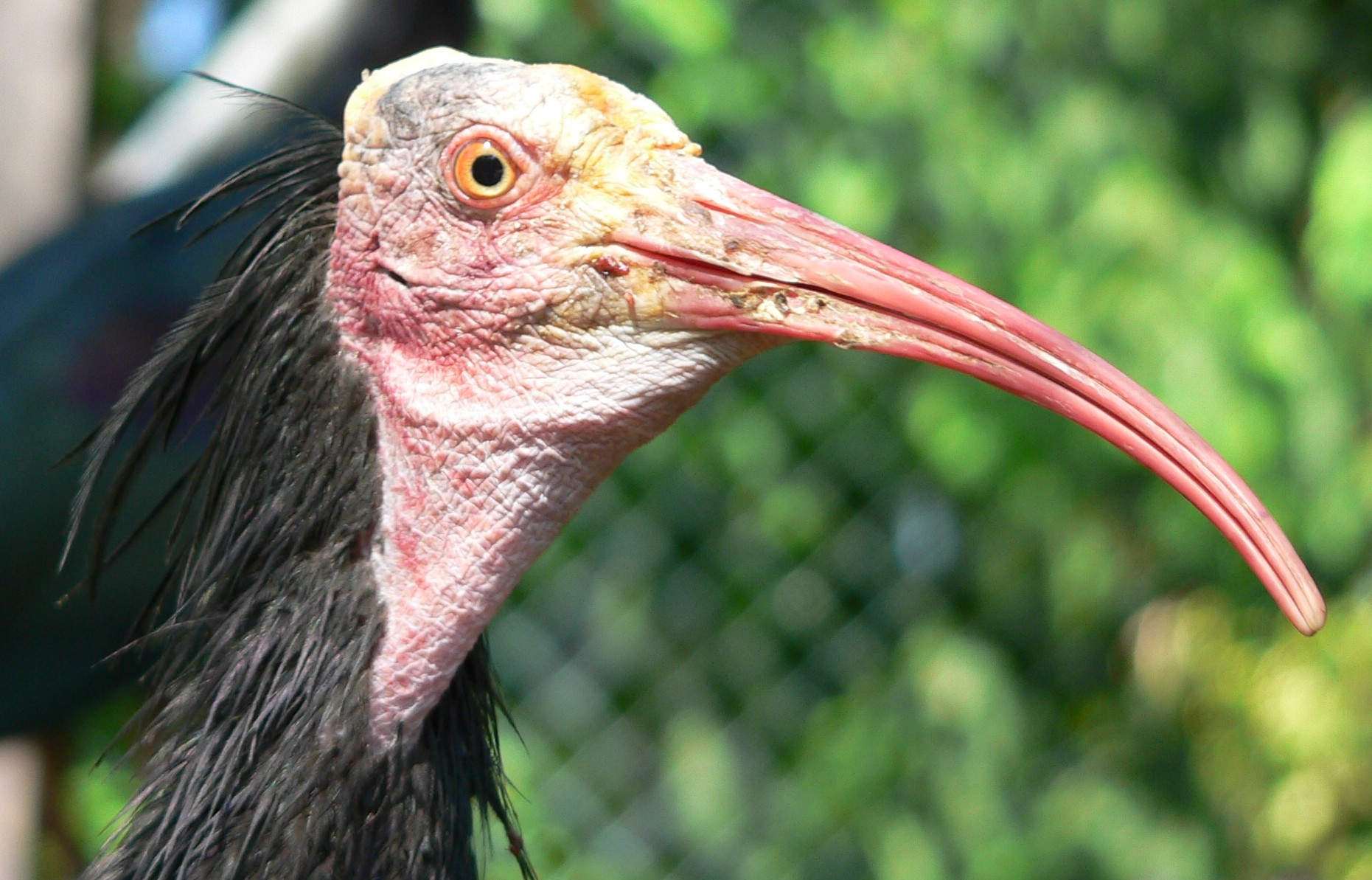
Nahaufnahme eines Waldrapps

Dank eines internationalen Wiederansiedelungsprogramms ist auch der Waldrapp (Geronticus eremita) in Marokko wieder ansässig. Erwähnt wird er bereits in der Pharaonenzeit Ägyptens. Im Laufe der Zeit ist die Gattung beinahe überall ausgestorben. Wenige hundert Exemplare lebten nur noch in Marokko und im Grenzgebiet Türkei/Syrien. Anfang des 19. Jahrhunderts waren in Marokko noch etwa einhundert Brutkolonien des Vogels gemeldet; zuletzt waren es nur noch zwei. Jetzt ist er wieder in seiner natürlichen Umgebung, im geschaffenen Naturpark Souss-Massa zu beobachten; aber auch Störche, Kormorane und verschiedene Reiherarten finden hier ausreichend Nahrung – ein Paradies für Ornithologen.

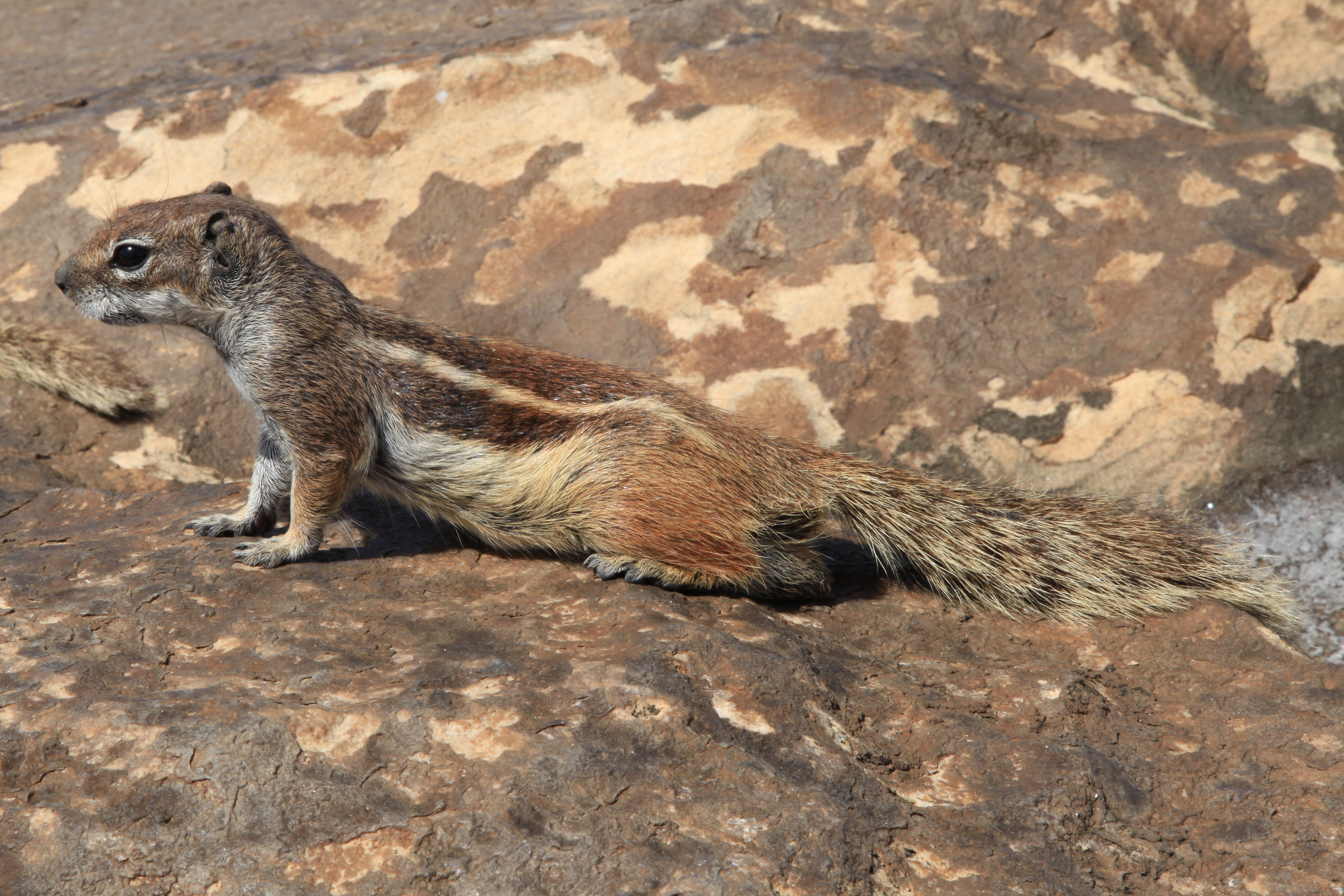
Atlashörnchen

### Landschildkröten
Der westliche Antiatlas ist eins der letzten Refugien der maurischen Landschildkröte, die andernorts wegen Überweidung oder der intensiv betriebenen Landwirtschaft längst ausgestorben ist. Die Tiere werden immer noch gefangen und auf marokkanischen Märkten angeboten – wie es heißt sind sie nicht zum Verzehr bestimmt, sondern dienen als 'Spielzeug' für Kinder.

### Erdhörnchen
Charakteristisch für weite Teile Südmarokkos, aber wegen der Bejagung immer seltener werdend, sind die Atlashörnchen (anzid oder sibsib), die sich hauptsächlich von Samen, Mandeln, Nüssen und Arganienfrüchten ernähren; auch Obst (Äpfel, Bananen) wird nicht verschmäht. Wahrscheinlich schon vor langer Zeit von Menschen auf die Kanarischen Inseln gebracht, gedeihen sie dort prächtig.

## Geschichte
Die Provinz Chtouka-Aït Baha entstand erst im Jahr 1994 durch Abspaltung von der ehemaligen Provinz Agadir. Zur Hauptstadt der neuen Provinz wurde Biougra erhoben. Keine der wenigen Städte der Provinz hat eine weit in die Vergangenheit zurückreichende Tradition; bei den Bergdörfern der Berber ist dies sicherlich anders, doch existieren – außer einigen Familiendokumenten (Eheverträge, Besitzurkunden) – keinerlei schriftliche Aufzeichnungen.

## Sehenswürdigkeiten

### Agadire

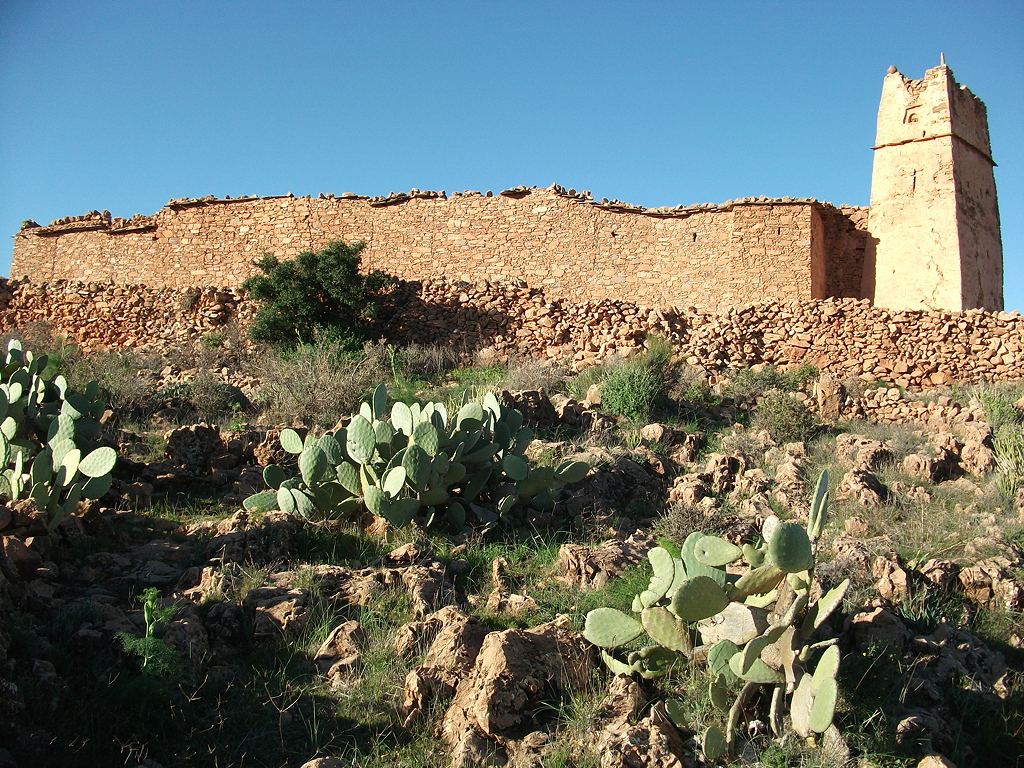
Agadir Imhilene, Antiatlas, Marokko

Die Speicherburgen der Berber (Agadire) liegen sowohl einsam auf Felskuppen inmitten eines von Bergen umstandenen Tals als auch am Rand oder inmitten von Dörfern (Inoumar, Ighil, Imi'm Korn, Imchiguegueln, Imhilene u. a.). Sie waren ursprünglich Getreidespeicher, die den Bewohnern der umgebenden Ansiedlungen – vor allem zur Zeit der alljährlich in den Sommermonaten stattfindenden Wanderungen mit dem Vieh in höher gelegene Bergregionen – zur Aufbewahrung ihrer Ernte (Gerste, Mandeln, eventuell Datteln und/oder Nüsse) oder anderer Wertgegenstände (Ackergerätschaften, Küchengerät, Kleidung, Decken und auf Holzstäbe geschriebene Familien- oder Besitzurkunden) dienten. Außerdem boten sie Schutz vor Überfällen durch umherziehenden Nomaden oder durch Nachbardörfer, denn bei Gefahr flüchteten die Menschen in die burgartigen Agadire.
Der Ksar Tizourgane ist ein befestigtes Dorf mit einigen wenigen Speicherkammern. Er liegt spektakulär auf einer Bergkuppe und ist in seiner Art einmalig in Marokko.

### Tighremts
Bauen mit den vor Ort vorkommenden Materialien (Lehm, Palmstämme, Schilf, Pflanzenresten etc.) hat in Marokko eine jahrhundertealte Tradition. Basis des marokkanischen Ksar (arab.: Kasbah) ist die Großfamilienburg mit Hofbereich, wobei unten die Stallungen und Vorratsräume und in den oberen Etagen die Wohn- und Wirtschaftsräume angelegt sind. Die Ecken der Wohnburgen (Tighremts) treten aus Verteidigungsgründen hervor und werden in der späteren Entwicklung zu regelrechten Burgtürmen. Um einen solchen Bau herum entstanden in späteren Jahren weitere Wohnräume und Stallungen. Bei zunehmender Bevölkerung und in den von Angriffen der Nomaden besonders ausgesetzten Gebieten, beispielsweise den Tälern des Draa und Ziz, entstanden befestigte Siedlungen, die vom Prinzip des Großfamilienhauses ausgingen: acht, zwölf oder mehrere Dutzend solcher Häuser wurden nach sorgfältigem Plan schachbrettartig so nebeneinander gebaut, dass sie eine wehrhafte Front nach außen hin bildeten. Die meisten dieser Wohnburgen sind verlassen und verfallen – infolge der Landflucht oder einfach, weil sie ihre ursprüngliche Funktion verloren haben.
Heute ist auch in Marokko das natürliche Maß, das Orientliebhaber bei den alten Lehmbauten so bewundern, verloren gegangen. Durch die industrielle Herstellung der Baumaterialien (Zement/Beton und Hohlformsteine) ist bei Neubauten eine weitgehende Uniformität eingekehrt.